# François Marty (homme politique)
Pour les articles homonymes, voir François Marty et Marty.
François Marty, né le 23 novembre 1904 à Corbère (Pyrénées-Orientales) et mort le 28 mai 1971 à Montpellier, est un instituteur, résistant et militant politique français. Proche des idéologies maoïstes, il est notamment exclu du Parti communiste français en 1964. Il participe alors à la fondation du Parti communiste marxiste-léniniste français en 1967.

## Biographie
Instituteur à Valmanya, il adhère au Parti communiste français en 1926. Il est membre de la direction fédérale de 1934 à 1939 ; il fonde le journal Le Travailleur Catalan en 1936. Démobilisé en juillet 1940, il est déplacé d'office dans le département de l'Aveyron. Il s'engage dans la Résistance et participe à la création d'un maquis FTPF dans la région de Villefranche-de-Rouergue. Sous le pseudonyme de « commandant Bourgat », à la tête d'un bataillon FTPF dans le département de l'Aude, il dirige, à partir du 15 août 1944, les actions qui conduisent à la libération de Quillan, Couiza, Espéraza, Limoux et Carcassonne : l'importance de son rôle est toutefois contestée par d'autres sources.
Il poursuit son activité au sein du PCF et du Mouvement de la paix dans les Pyrénées-Orientales. En 1963, il s'oppose à la politique adoptée par le Parti communiste de l'URSS, notamment à l'égard des propositions de désarmement nucléaire publiées par le gouvernement chinois. Par ailleurs, il manifeste son hostilité à l'encontre du processus de déstalinisation initié par Khrouchtchev. Il est exclu du PCF en décembre 1964, en raison de sa défense des « thèses chinoises », malgré « l'opposition de  la majorité des membres de la cellule de Velmanya-Baillestavy ».
Il participe alors en 1967, avec Jacques Jurquet, à la fondation du Parti communiste marxiste-léniniste de France, issu de la Fédération des cercles marxistes-léninistes de France. Il assure alors la direction du journal de l'organisation, L'Humanité nouvelle. 
Il meurt à Montpellier à la suite d'un accident de la circulation.